# Manchester (Maine)
Pour les articles homonymes, voir Manchester (homonymie).
La ville de Manchester est située dans le comté de Kennebec, dans l’État du Maine, aux États-Unis. Sa population s’élevait à 2 580 habitants lors du recensement de 2010, estimée à 2 556 habitants en 2014.

## Source
- (en) Cet article est partiellement ou en totalité issu de l’article de Wikipédia en anglais intitulé « Manchester, Maine » (voir la liste des auteurs).

1. ↑  « Annual Estimates of the Resident Population for Incorporated Places: April 1, 2010 to July 1, 2014 » [archive du 23 mai 2015] (consulté le 4 juin 2015)
2. ↑  « Census of Population and Housing », Census.gov (consulté le 4 juin 2015)